# Finn Harps Football Club
Il Finn Harps Football Club (in gaelico: Cumann Peile Chláirsigh na Finne) è una società calcistica irlandese con sede nella città di Ballybofey, iscritta alla Football League of Ireland. A distanza di due anni dall’ultima volta, nel 2019 il club torna a militare nella massima divisione irlandese grazie al doppio successo nel playoff contro il Limerick.
La squadra, fondata nel 1954, ha sede nel piccolo villaggio di Ballybofey, ed è l'unica professionistica della propria contea, il Donegal. Il club prende il nome dal fiume Finn, che scorre presso Ballybofey, e dal tradizionale simbolo irlandese, l'arpa, da cui deriva anche il soprannome “Harps”. I colori societari sono il bianco ed il blu. Le partite casalinghe vengono giocate in tenuta azzurra allo stadio Finn Park.

## Storia
Finn Harps è stato fondato nel 1954 come un club junior. Il nome del club deriva dal fiume che attraversa Ballybofey (Finn) e un simbolo tradizionale irlandese, l'arpa. Il club trionfa nella Coppa Junior FAI 1968, successo che ha permesso loro di competere l’anno seguente nella Coppa Intermedio FAI. Dopo essere stati eliminati da quella competizione, i direttori del club, Fran Fields e Patsy McGowan hanno deciso di iscriversi alla League of Ireland. Il club è stato ammesso, quindi, nel maggio 1969 e ha giocato la sua prima partita contro lo Shamrock Rovers il 17 agosto 1969, perdendo tuttavia per 10-2. Dopo le preoccupazioni iniziali, il club divenne una forza considerevole durante gli anni '70.
Il Finn Harps ha vinto il suo primo trofeo, la Dublin City Cup, nel 1971-72, grazie ai gol di Brendan Bradley. Due anni dopo, il club trionfa nella Coppa FAI battendo in finale il St. Patrick's Athletic con le reti di Brendan Bradley e Charlie Ferry. Il Finn Harps si è qualificato per le competizioni europee in quattro occasioni negli anni '70: sono apparsi in Coppa UEFA tre volte contro l'Aberdeen, il Derby County e l'Everton dopo aver concluso al secondo posto in campionato, e una volta nella Coppa delle Coppe europee, dove hanno incontrato i vincitori della Coppa turca, il Bursaspor. Il club è stato, in seguito, vice-campione delle finali della League of Ireland Cup del 1974 e del 1975, rispettivamente con Waterford e Bohemians. Durante gli anni '70, il club non ha mai terminato nella metà inferiore della classifica ed è stato ampiamente rispettato per il loro stile di gioco attraente e aggressivo.
Gli anni '80 hanno visto un graduale declino del club: dopo una semifinale persa della FAI Cup nel 1981 e una sconfitta in finale della EMFA della League of Ireland League Division, nel 1985 il club è stato retrocesso nella neonata First Division. Le stagioni 1993-94, 1994-95 e 1995-96 vengono chiuse in zona playoff, raggiunti solo in due occasioni, anche se battuti in entrambe le occasioni: una volta dal Cobh Ramblers e una volta dall’Athlone Town. Il club ottiene una promozione alla fine della stagione 1995-96, mettendo fine ad una serie di 11 stagioni consecutive nella seconda divisione.
Nel 1998-99, il Finn Harps concluse quarto nella Premier Division; un punto dietro allo Shelbourne mancando l'Europa. Dopo varie crisi finanziarie, allenatori vacanti e cattivi rapporti tra società e tifoseria, il club retrocede dopo 5 stagioni.
La prima stagione in League of Ireland First Division ha visto il club finire secondo dietro al Drogheda United e sono stati sconfitti ai calci di rigore dal Longford Town nei play-off per la promozione, mentre la stagione successiva viene conclusa al terzo posto con l’ennesima sconfitta al play-off contro il Galway United. Tra i favoriti per il titolo 2003, il club ha fatto una buona partenza, ma nella seconda metà del campionato il rendimento è calato, scendendo di posizioni in classifica (decisivi sono stati la sconfitta casalinga contro i rivali nordoccidentali dello Sligo Rovers ed il pareggio contro la capolista Dublino in una partita annunciata come partita da non perdere); nonostante abbia perso solo due partite per tutta la stagione, i nove pareggi pesano molto in chiave classifica. La stagione seguente comincia nel migliore dei modi, con addirittura 6 vittorie consecutive (si tratta di un record nel calcio irlandese di allora), ma nelle ultime 4 giornate il Finn Harps si divora tutto il vantaggio che aveva sulla seconda e con la sconfitta sul campo del Bray Wanderers assegna il titolo al Dublino, dovendosi accontentare di un altro playoff, perso in seguito contro il Derry City.
La stagione 2004 è caratterizzata dai molteplici cambi di panchina; nonostante ciò il club trionfa in League of Ireland First Division e torna in massima divisione. Qui, però, il Finn Harps staziona nelle ultime posizioni della classifica e torna in seconda divisione solo dopo una stagione. La stagione 2006 vede il club affrontare una grave crisi finanziaria, risolta limitando lo staff e la rosa della squadra. Tuttavia, dopo un pessimo inizio, il club ottiene una lunga striscia positiva di risultati e si piazza al secondo posto in classifica, ottenendo un posto per i playoff: qui batte il Dundalk in semifinale, per poi avere la meglio sul Waterford con un complessivo finale di 6-3.
La stagione 2008, in seguito alle svendite dei talenti del club per il risanamento dei debiti, vede una rosa completamente non idonea per il massimo campionato: 16 giovani giocatori, nella seconda metà del campionato, preferirono impegnarsi più nello studio che nella carriera calcistica, influenzando negativamente il rendimento della squadra che terminó all’ultimo posto, retrocedendo nuovamente.
Il 6 novembre 2015, dopo 7 stagioni, gli Harps si assicurano la promozione in League of Ireland battendo il Limerick FC nel playoff con un complessivo di 2-1. L’avventura nella massima divisione dura due stagioni ed al termine del 2017 avviene l’ennesima retrocessione della sua storia. Il campionato 2018 viene concluso al terzo posto con conseguente spareggio contro il Limerick FC: come tre anni fa, anche questa doppia sfida viene vinta dal Finn Harps, questa volta con due successi in entrambi i match (1-0 e 2-0). Nel 2019 giunge nona e penultima ma non retrocede. Nel 2020 giunge invece ottava, un solo punto sopra il nono posto. Nel 2021, nonostante una buona partenza in campionato, arriva di nuovo all'ottavo posto.

## Palmarès

### Competizioni nazionali
- Coppa d'Irlanda: 1

1973-1974
- League of Ireland First Division: 1

2004

### Competizioni regionali
- Dublin City Cup: 1

1971-1972

### Altri piazzamenti
- Campionato irlandese:

Secondo posto: 1972-1973, 1975-1976, 1977-1978
Terzo posto: 1974-1975
- Coppa d'Irlanda:

Finalista: 1999
Semifinalista: 1980-1981, 2014
- League of Ireland Cup:

Finalista: 1973-1974, 1974-1975, 1984-1985
Semifinalista: 2004
- FAI First Division:

Secondo posto: 1995-1996, 2001-2002, 2002-2003, 2007, 2015, 2018
Terzo posto: 1987-1988, 1993-1994, 1994-1995, 2003
- Tyler Cup:

Finalista: 1978-1979

## Statistiche e record

### Statistiche nelle competizioni UEFA
Tabella aggiornata alla fine della stagione 2018-2019.
| Competizione                  | Partecipazioni | G | V | N | P | RF | RS |
| ----------------------------- | -------------- | - | - | - | - | -- | -- |
| Coppa delle Coppe             | 1              | 2 | 0 | 1 | 1 | 2  | 4  |
| Coppa UEFA/UEFA Europa League | 3              | 6 | 0 | 0 | 6 | 3  | 33 |

## Rosa 2014
| N. |                             | Ruolo | Calciatore      |
| -- | --------------------------- | ----- | --------------- |
|    | Inghilterra (bandiera)      | P     | Connor Winn     |
|    | Irlanda (bandiera)          | P     | Shaun Patton    |
|    | Irlanda (bandiera)          | P     | James Gallagher |
|    | Irlanda (bandiera)          | D     | Packie Mailey   |
|    | Irlanda del Nord (bandiera) | D     | Damien McNulty  |
|    | Irlanda (bandiera)          | D     | Ciarán Coll     |
|    | Irlanda (bandiera)          | D     | Josh Mailey     |
|    | Irlanda (bandiera)          | D     | Keith Cowan     |
|    | Irlanda (bandiera)          | D     | Gareth Harkin   |

| N. |                        | Ruolo | Calciatore      |
| -- | ---------------------- | ----- | --------------- |
|    | Camerun (bandiera)     | C     | Carel Tiofack   |
|    | Irlanda (bandiera)     | C     | Michael Funston |
|    | Irlanda (bandiera)     | C     | Thomas Bonner   |
|    | Irlanda (bandiera)     | C     | Cathal McDaid   |
|    | Stati Uniti (bandiera) | C     | Pat McCann      |
|    | Irlanda (bandiera)     | A     | Kevin McHugh    |
|    | Irlanda (bandiera)     | A     | Seán McCarron   |
|    | Canada (bandiera)      | A     | Graham Fisher   |

## Rosa 2008
| N. |                             | Ruolo | Calciatore           |
| -- | --------------------------- | ----- | -------------------- |
|    | Irlanda (bandiera)          | P     | James Gallagher      |
|    | Irlanda (bandiera)          | P     | Gavin Cullen         |
|    | Irlanda (bandiera)          | D     | Mickey Diver         |
|    | Irlanda (bandiera)          | D     | Declan Boyle         |
|    | Irlanda (bandiera)          | D     | Corneilius Gallagher |
|    | Inghilterra (bandiera)      | D     | Aaron Labonte        |
|    | Irlanda (bandiera)          | D     | Marc Mukendi         |
|    | Scozia (bandiera)           | D     | Stuart Malcolm       |
|    | Irlanda (bandiera)          | D     | Shaun McGowan        |
|    | Irlanda (bandiera)          | D     | Jonathan Minnock     |
|    | Irlanda del Nord (bandiera) | D     | Shaun Holmes         |
|    | Irlanda (bandiera)          | C     | Michael Funston      |

| N. |                             | Ruolo | Calciatore        |
| -- | --------------------------- | ----- | ----------------- |
|    | Irlanda (bandiera)          | C     | Gerry Gill        |
|    | Irlanda (bandiera)          | C     | David Tyrrel      |
|    | Irlanda (bandiera)          | C     | Marc Brolly       |
|    | Irlanda del Nord (bandiera) | A     | Kevin Ramsey      |
|    | Irlanda (bandiera)          | A     | Conor Gethins     |
|    | Irlanda del Nord (bandiera) | A     | Gary Beckett      |
|    | Irlanda (bandiera)          | A     | Chris Breen       |
|    | Irlanda (bandiera)          | A     | Stephen Parkhouse |
|    | Irlanda del Nord (bandiera) | C     | Neil McCafferty   |
|    | Irlanda (bandiera)          | C     | Austin Friel      |
|    | Irlanda (bandiera)          | C     | Davy Byrne        |

## Rose delle stagioni precedenti
- 2011